# آلیس در سرزمین مرزی (مجموعه تلویزیونی)
آلیس در سرزمین مرزی (ژاپنی: 今際の国のアリス هپبورن: Imawa no Kuni no Arisu) یک مجموعه تلویزیونی ژاپنی در ژانر علمی تخیلی دلهره‌آور درام بر پایه مانگایی با همین نام اثر هارو آسو است. این مجموعه توسط شینسوکه ساتو کارگردانی شده و کنتو یامازاکی و تائو تسوچیا در آن نقش دو متحد را ایفا می‌کنند که در توکیویی متروکه گرفتار شده‌اند. آنها باید در بازی‌های خطرناکی شرکت کنند که نوع و سختی آن‌ها با کارت‌های بازی نشان داده می‌شود تا بتوانند «ویزا» های خود را تمدید کنند. در غیر این صورت اگر ویزاها منقضی شوند، بازیکن با اشعه‌های لیزری که از آسمان شلیک می‌شود، اعدام خواهد شد.
فصل اول این مجموعه در ژوئیه ۲۰۱۹ اعلام شد و فیلم‌برداری آن از اوت تا دسامبر ۲۰۱۹ انجام شد. از جمله لوکیشن‌های فیلمبرداری می‌توان به مناطق شیبویا و یک استودیوی بازسازی‌شده از تقاطع شیبویا با استفاده از صفحه سبز اشاره کرد. افکت‌های بصری این مجموعه با همکاری بین‌المللی میان شرکت دیجیتال فرانتیر ژاپن و تیم‌هایی از سنگاپور، ایالات متحده و هند ساخته شد. موسیقی متن این مجموعه توسط یوتاکا یامادا ساخته شده که پیش از این با ساتو همکاری کرده بود.
فصل اول این مجموعه در ۱۰ دسامبر ۲۰۲۰ در نتفلیکس منتشر شد و تحسین منتقدان را به همراه داشت. آنها به ویژه سکانس‌های اکشن، کارگردانی و بازیگری را ستودند و آن را با فیلم‌های معروفی در ژانر بقا مانند نبرد سلطنتی (۲۰۰۰) و مکعب (۱۹۹۷) مقایسه کردند. عملکرد عالی فصل اول و تماشاگران زیاد در کشورهای مختلف باعث شد نتفلیکس تنها دو هفته بعد از پخش فصل اول، مجموعه را برای فصل دوم تمدید کند. فصل دوم در ۲۲ دسامبر ۲۰۲۲ پخش شد و در ۲۷ سپتامبر ۲۰۲۳ اعلام شد که برای فصل سوم تمدید شده و این فصل قرار است در سال ۲۰۲۵ پخش شود.

## بازیگران و شخصیت‌ها

### اصلی
- کنتو یامازاکی در نقش ریوهی آریسو[۴][۵]
- تائو تسوچیا در نقش یوزوها اوساگی[۴][۵]
- نیجیرو موراکامی در نقش شونتارو چیشی‌یا[۵][۶]
- آیاکا میوشی در نقش ریزونا آن[۴][۵]
- آیا آساهینا در نقش هیکاری کوئینا[۴][۵]
- دوری ساکورادا در نقش سوگورو نیراگی[۷][۴][۵]

### دوره‌ای
- یوکی موریناگا در نقش چوتا سه‌گاوا[۴][۵][۸]
- کیتا ماچیدا در نقش دایکیچی کاروبه[۴][۵][۸]
- شو آئویاگی در نقش موریزونو آگونی[۴][۵]
- نوبوآکی کانه‌کو در نقش تاکه‌رو دانما / هَتِر[۴][۵]
- رییسا ناکا در نقش میرا کانو[۴][۵][۸]
- یوتارو واتانابه در نقش کودای تاتا[۴]
- کینا یازاکی در نقش موموکا اینوئه[۹]
- تسویوشی آبه در نقش کِی‌ایچی کوزوریو[۴]
- یوهی اوچیدا در نقش تاکوما

#### فصل ۱
- شونتارو یاناگی در نقش تاکاتورا سامورا / آخرین رئیس[۴][۵]
- آیامه میساکی در نقش سائوری شیبوکی[۴]
- میزوکی یوشیدا در نقش آساهی کوجو[۴]

#### فصل ۲
- توموهیسا یاماشیتا در نقش گینجی کیوما
- ریوهی شیما در نقش سوگو شیتارا
- آلیسا اوراهاما در نقش اوتا کیساراگی
- اِیشین هایاشیدا در نقش تاکومی ماکی
- ایتا اوکونو در نقش گوکن کانزاکی
- هایاتو ایسومورا در نقش سوناتو باندا
- کاتسویا مایگوما در نقش اوکی یابا
- کای اینوواکی در نقش اِنجی ماتسوشیتا
- هونامی ساتو در نقش کوتوکو شیگا
- یوزوکی آکی‌یاما در نقش مِیسا توکویی
- یوساکو موری در نقش ایپِی اوکی
- یوری تسونه‌ماتسو در نقش آکانه هِی‌یا
- آیومی تانیدا در نقش ایسائو شیرابی
- چیهیرو یاماموتو در نقش ریسا
- آینا یامادا در نقش اورومی آکاماکی
- جون هاشیموتو در نقش بنزو یاشیگه
- آیمی ساتسوکاوا در نقش هیناکو دایمون
- واکاتو کانه‌ماتسو در نقش تاکاشی آسوما
- میو یاگیو در نقش نوزومی

## قسمت‌ها
| فصل | قسمت‌ها | قسمت‌ها | تاریخ اصلی روی آنتن رفتن | تاریخ اصلی روی آنتن رفتن |
| --- | ------ | ------ | ------------------------ | ------------------------ |
| ۱   | ۸      | ۸      | ۱۰ دسامبر ۲۰۲۰           | ۱۰ دسامبر ۲۰۲۰           |
| ۲   | ۸      | ۸      | ۲۲ دسامبر ۲۰۲۲           | ۲۲ دسامبر ۲۰۲۲           |
| ۳   | ۸      | ۸      | ۲۵ سپتامبر ۲۰۲۵          | ۲۵ سپتامبر ۲۰۲۵          |